# Julie Ertel
Julie Ertel (nacida como Julie Swail, Anaheim, 27 de diciembre de 1972) es una deportista estadounidense que compitió en waterpolo y triatlón.
Participó en dos Juegos Olímpicos de Verano, obteniendo una medalla de plata en waterpolo en Sídney 2000. En triatlón obtuvo una medalla de oro en los Juegos Panamericanos de 2007 en la prueba femenina individual.

## Palmarés internacional
| Juegos Olímpicos | Juegos Olímpicos   | Juegos Olímpicos | Juegos Olímpicos |
| Año              | Lugar              | Medalla          | Competición      |
| ---------------- | ------------------ | ---------------- | ---------------- |
| 2000             | Sídney (Australia) | Medalla de plata | Equipo           |

| Juegos Panamericanos | Juegos Panamericanos    | Juegos Panamericanos | Juegos Panamericanos |
| Año                  | Lugar                   | Medalla              | Prueba               |
| -------------------- | ----------------------- | -------------------- | -------------------- |
| 2007                 | Río de Janeiro (Brasil) | Medalla de oro       | Individual           |